# Криштапович, Лев Евстафьевич
Лев Евстафьевич Криштапович (род. 25 июля 1949, д. Пекалин, Смолевичский район, Минская область БССР, СССР) — белорусский философ. Доктор философских наук. Профессор.

## Биография
Родился 25 июля 1949 года в деревне Пекалин Смолевичского района Минской области. В 1976 году окончил исторический факультет БГУ. Затем работал в Гомельском государственном университете (с 1976 года) и Институте философии и права АН БССР (с 1980 года).
В 1998 году Льву Криштаповичу была присвоена степень доктора философских наук. С 2004 года работал в Академии управления при Президенте Республики Беларусь. В 2008—2014 годах занимал должность заместителя директора Оперативно-аналитического центра при Президенте Республики Беларусь.
Занимает должность редактора сайта «Teleskop-by.org», который по мнению белорусских националистов является «одним из наиболее агрессивных антибелорусских сайтов».
Является одним из четырёх сопредседателей образованной в 2018 году гражданской инициативы «Союз», целью которой декларируется «способствование властям Беларуси и России в строительстве Союзного государства».
Написал около 100 научных трудов.

## Санкции ЕС
19 декабря 2010 года, после президентских выборов 2010 года, был включён в список белорусских чиновников, которым запрещён въезд в ЕС. Криштапович как заместитель директора Оперативно-аналитического центра в решении Европейского совета от 15 октября 2012 года был назван важным голосом пропаганды, который поддержал и оправдал репрессии против гражданского общества и демократической оппозиции, которые систематически освещаются в негативном и унизительном ключе с использованием фальсифицированной информации.

## Некоторые работы
- Криштапович Л. Е. Беларусь как русская святыня. — НИУ "БелГУ", 2012. — 141 с.
- Криштапович Л. Е. Человеческий фактор и социальный прогресс. — Наука и техника, 1987. — 86 с.

## Награды
- Орден Дружбы (1 июня 2013 года, Россия) — за большой вклад в укрепление дружбы и сотрудничества с Российской Федерацией[8][9]